# Graciela Ortiz González
Graciela Ortiz González (Hidalgo del Parral, Chihuahua; 29 de noviembre de 1954) es una política mexicana, miembro del Partido Revolucionario Institucional. Es diputada federal desde el 1 de septiembre de 2024 y fue senadora de la República de 2012 a 2018.

## Estudios y carrera política
Graciela Ortiz es licenciada en Derecho egresada de la Universidad Autónoma de Chihuahua, fue coordinadora de comunicación social de la delegación del Instituto Mexicano del Seguro Social en Chihuahua de 1981 a 1991, fue elegida por primera ocasión diputada local plurinominal a la LVII Legislatura del Congreso del Estado de Chihuahua que comprendió el periodo de 1992 a 1995, la primera legislatura en la que el PRI no tuvo mayoría; en 1998 fue nuevamente candidata a diputada local por el XVII Distrito Electoral Local de Chihuahua, no obtuvo el triunfo que correspondió a la candidata del PAN Teresa Ortuño Gurza, sin embargo fue elegida diputada por el principio de primera mayoría pero solicitó licencia al cargo al ser designada Secretaria de Fomento Social del gobierno del estado por el gobernador Patricio Martínez García, permaneciendo en el cargo hasta 2001 en que el mismo gobernador la nombró como Secretaria de Educación y Cultura, renunció a dicho puesto en 2003 al ser designada presidenta del comité estatal del PRI en Chihuahua y en 2004 el nuevo gobernador, José Reyes Baeza Terrazas, la nombró directora general de Pensiones Civiles del Estado.
En 2000 fue candidata suplente al Senado en la segunda fórmula, junto a Eleno Villalba Salas, al no obtener el triunfo no le correspondió ocupar ninguna senaduría. En 2006 renunció a la dirección de Pensiones al ser postulada candidata del PRI a diputada federal por el VIII Distrito Electoral Federal de Chihuahua, perdiendo la elección ante el candidato del PAN, Carlos Reyes López. En 2008 ocupa el cargo de Secretaria de Acción Electoral del Comité Ejecutivo Nacional del PRI encabezado por Beatriz Paredes Rangel, y en 2009 fue elegida diputada federal por el principio de representación proporcional a la LXI Legislatura, periodo que culmina en 2012 y en la cual es secretaria de la comisión de Hacienda y Crédito Público e integrante de la comisión Jurisdiccional y de la comisión de Seguridad Social.
El 2 de octubre de 2010 se anunció su nombramiento como Secretaria General de Gobierno de Chihuahua en la administración que encabezará César Duarte Jáquez a partir del 4 de octubre del mismo año, solicitando licencia al cargo de diputada federal el 5 de octubre.
El 4 de diciembre de 2012, tomó protesta como secretaria general del Comité Ejecutivo Nacional del Partido Revolucionario Institucional, luego de que la anterior secretaria, María Cristina Díaz Salazar, tomara protesta como presidente del mismo partido, esto, debido a que el presidente Pedro Joaquín Coldwell asumiera la titularidad de la Secretaría de Energía en el gabinete del Presidente Enrique Peña Nieto.
El 20 de enero de 2021 Ortiz González se registró como precandidata única del PRI a la gubernatura de Chihuahua en las elecciones de 2021.